# Sojuz 1
Sojuz 1 (kod wywoławczy „Рубин” – „Rubin”) – misja kosmiczna ZSRR, pierwsza w ramach programu Sojuz, zakończona katastrofą, w której zginął pilot, kosmonauta Władimir Komarow. 24 kwietnia 1967, zaledwie kilka miesięcy po śmierci załogi Apollo 1, Związek Radziecki przeżył własną tragedię kosmiczną.

## Załoga

### Podstawowa
- Władimir Komarow (2)

### Rezerwowa
- Jurij Gagarin (2)

## Opis misji
Sojuz 1 wystrzelono w ramach przygotowań do programu lądowania na Księżycu. Misja miała być realizowana wspólnie z Sojuzem 2a, którego start z trzyosobową załogą zaplanowano na dzień następny; w programie był spacer kosmiczny i przejście dwóch kosmonautów z Sojuza 2 do Sojuza 1. Ambitny program lotu obu statków miał dowieść światowej opinii publicznej o przewadze ZSRR nad USA w wyścigu do Księżyca i w ogóle w dziedzinie lotów kosmicznych, zwłaszcza po pożarze Apollo 1 na stanowisku startowym na przylądku Kennedy’ego niecałe trzy miesiące wcześniej. Decyzję o realizacji tego programu mimo zaobserwowanych usterek w trzech poprzednich, bezzałogowych lotach modułów nowego typu Sojuz 7K-OK (w misjach Kosmos 133, Kosmos 140A i Kosmos 140), a także pomimo znalezienia w nim około 200 błędów projektowych, podjęli najwyżsi przywódcy ZSRR, Leonid Breżniew i marszałek Ustinow. Jest prawdopodobne, że ekipa Breżniewa chciała, aby do połączenia dwóch statków doszło około 1 maja. Rok 1967 miał szczególne znaczenie w komunistycznym kalendarzu, przypadała w nim pięćdziesiąta rocznica rewolucji w 1917. „Związek” dwóch stacji na orbicie wydawał się wspaniałym symbolem, zwłaszcza dla władzy mającej obsesję na punkcie symboli. Niepowodzenie misji Sojuz 1 spowodowało jednak opóźnienie radzieckiego programu księżycowego o półtora roku.
Agencja wywiadowcza CIA dysponowała informacjami, że trwają przygotowania do startu dwóch trzyosobowych statków, których załogi miały się wymienić na orbicie. Jednak wybrano rozwiązanie prostsze i tańsze.

## Przebieg misji
Start Sojuza 1 odbył się bez zakłóceń 23 kwietnia 1967. Wkrótce po osiągnięciu przez statek zaplanowanej orbity okazało się, że jeden z paneli baterii słonecznych nie rozwinął się prawidłowo zaplątawszy się w jeden z elementów modułu kosmicznego. Panel ten był odpowiedzialny za zasilanie obwodu regulacji cieplnej kapsuły. Skutkiem tego aparatura Sojuza 1 mogła otrzymywać tylko połowę niezbędnej energii elektrycznej z baterii słonecznych. Jednocześnie, na skutek zapotnienia czujnika systemu orientacji, statek nie mógł ustawić się w pozycji zapewniającej otwartemu panelowi możliwość ładowania baterii w wystarczającym stopniu. Brakowało energii, więc niektóre części statku zaczęły się przegrzewać, jako że nie działało chłodzenie. Potem zepsuł się wysokościomierz. Kosmonauta wywołał rotację kapsuły, żeby wykorzystując siłę odśrodkową, otworzyć zablokowany panel. Manewr ten nie przyniósł sukcesu. Co gorsza, w związku z przeprowadzonym manewrem pojawiły się kolejne problemy. W trakcie piątego okrążenia został zablokowany system stabilizacji i pojazd zaczął koziołkować. Przejście na sterowanie ręczne pozwoliło opanować koziołkowanie. Podczas siódmego okrążenia kapsuła nadal wirowała. Kosmonauta włączył na chwilę silniki do uregulowania ustawienia, próbując odzyskać nad nią kontrolę. Niestety, kontrolerzy z OKB-1 umieścili silniki zbyt blisko czujników nawigacyjnych, śledzących położenie gwiazd odniesienia i czułe obiektywy przestały odróżniać gwiazdy od przypadkowych odbić światła. W związku z tym Komarow musiał znaleźć inny, jaśniejszy punkt odniesienia dla swoich instrumentów i wybrał Księżyc. Potem przez kolejnych pięć okrążeń statek przelatywał nad obszarami, gdzie nie było łączności. W przypadku normalnego lotu czas ten był przeznaczony na sen. Przy trzynastym okrążeniu Ziemi Komarow poinformował, że ma jeszcze pewne kłopoty z rotacją, ale wszystkie problemy zostały rozwiązane. Jednak w trakcie czternastego okrążenia pogorszeniu uległa jakość połączenia radiowego w związku z ponowną awarią systemu stabilizacji. W tym czasie na wyrzutni stała już rakieta Sojuz 2 i rozpoczęło się tankowanie paliwa. Kosmonauta zdając sobie sprawę, że niedziałający prawidłowo pojazd nie jest w stanie wykonać zaplanowanego zadania, poprosił o odłożenie startu drugiego Sojuza przynajmniej o dobę. Centrum potwierdziło odłożenie startu, jednak nie tyle z obawy o bezpieczeństwo misji, ile raczej z faktu, że nad Bajkonurem rozszalała się burza. W kapsule przestała działać klimatyzacja. W trakcie szesnastego okrążenia utracono całkowicie panowanie nad statkiem. Choć Komarow opanował sytuację i tym razem, centrum dowodzenia wydało polecenie natychmiastowego zakończenia lotu przy najbliższym okrążeniu planety. Ze względu na trudność ze stabilizacją, zapłon silników nastąpił dopiero przy osiemnastym okrążeniu.
W przeciwieństwie do sferycznego Wostoka, kapsuła Sojuza była wyraźnie spłaszczona od spodu, co pozwalało zapewnić pewną nośność aerodynamiczną w atmosferze. Pod tym względem Sojuz był podobny do modułu Apollo. Jednak to rozwiązanie miało również wadę: statek wymagał znacznie precyzyjniejszego ustawienia przed przystąpieniem do manewru powrotu niż Wostok. Problemy z orientacją statku spowodowały, że pierwsze zejście z orbity przy użyciu urządzeń automatycznych nie powiodło się i Komarow musiał, podczas następnego okrążenia Ziemi, manewrować ręcznie, na podstawie obserwacji Księżyca (początek procedury zejścia z orbity tak, aby do lądowania doszło na terytorium ZSRR odbywał się nad nocną półkulą Ziemi). Ta powtórna próba zejścia z orbity odbyła się już prawidłowo, po trajektorii sprowadzającej statek zgodnie z zamierzeniami tak, aby mógł wylądować na spadochronach w południowej Rosji lub w Kazachstanie. Kolejna awaria, tym razem czujnika ciśnienia atmosferycznego spowodowała jednak, że nie otworzył się spadochron główny. Rozwinął się tylko niewielki spadochron hamujący – kolejny poważny błąd konstrukcyjny. Komarow próbował więc uruchomić spadochron zapasowy, ale znalazł się w cieniu aerodynamicznym spadochronu hamującego czaszy głównej i nie został wyciągnięty. Gdy lądownik wchodził w atmosferę, Komarow wiedział, że jest w skrajnie trudnej sytuacji. Pozbawiony prawidłowego hamowania Sojuz 1 wraz ze znajdującym się w środku kosmonautą uderzył w step w pobliżu Orenburga z siłą meteorytu o masie 2,8 tony. Prędkość w chwili uderzenia wynosiła ponad 50 m/s. Kapsuła została doszczętnie zmiażdżona, a uderzenie spowodowało wybuch rakiet hamujących, umieszczonych w podstawie. Pożar strawił do reszty wrak lądownika. Żołnierze z ekipy poszukiwawczej próbowali stłumić płomienie garściami ziemi. Wszystkie systemy statku działały aż do chwili upadku. Prawdopodobną przyczyną było zbyt silne upakowanie spadochronu w kontenerze i zbyt duża różnica ciśnienia wewnątrz i na zewnątrz lądownika; być może także doszło do spieczenia się pakunku ze ściankami kontenera przy procesie polimeryzacji osłony termicznej.
Późniejsze sprawdzenia pozostałego na Ziemi Sojuza 2a wykazały, że i w nim również znaleziono identyczne niedociągnięcia w systemie otwierania spadochronów, co – gdyby Sojuz 2a wystartował zgodnie z planem – najprawdopodobniej spowodowałoby śmierć wszystkich czterech kosmonautów w obu statkach.
Pogrzeb kosmonauty odbył się z udziałem najwyższych władz ZSRR, w obecności tłumów ludzi. Jego prochy wmurowano w mur Kremla. Na miejscu katastrofy pod Orenburgiem, nie do końca uprzątniętym przez służby ratunkowe, okoliczna młodzież z pozostałych szczątków zbudowała Władimirowi Komarowowi drugi, symboliczny grób.
Pierwszy śmiertelny wypadek radzieckiego kosmonauty w trakcie misji kosmicznej stanowił dla wszystkich ogromny szok, a prawdy nie dało się ukryć przed światem. Władze jako jedyną przyczynę katastrofy podały awarię spadochronu, nie przyznając się do serii błędów przy projektowaniu, budowie i przygotowaniu statku, która rozpoczęła się na długo przed startem.
Wcześniej 22 kwietnia radziecki wydział propagandy poczuł się tak pewnie, że zezwolił na pewne przecieki do agencji prasowej UPI. „Podczas najbliższego lotu zostanie przeprowadzony najbardziej efektowny manewr w historii radzieckiego programu kosmicznego – połączenie dwóch statków w locie i wymiana załóg”.